# .eu
.eu – domena internetowa związana bezpośrednio z Unią Europejską. Kontrolę nad domeną .eu sprawuje konsorcjum EURid, w którego skład wchodzą operatorzy domen narodowych Belgii (.be), Czech (.cz), Szwecji (.se) i Włoch (.it). Wspiera polskie znaki diakrytyczne, alfabet grecki czy cyrylicę poprzez Internationalized Domain Name.

## Historia
Uruchomienie domeny .eu nastąpiło 7 grudnia 2005 r. Początkowo uprawnione do rejestracji były tylko instytucje publiczne z Unii Europejskiej (w tym przypadku zastępuje ona domenę .eu.int) oraz organizacje posiadające prawa do znaków towarowych.
Rejestracja jest dostępna dla wszystkich od 7 kwietnia 2006 r. Pierwszym akredytowanym  rejestratorem nowych domen w Polsce była spółka Domeny.pl Sp. z o.o. - obecnie H88 S.A.
W kwietniu 2011 r. liczba zarejestrowanych stron w domenie wyniosła 3,4 mln. Aczkolwiek to relatywnie niska liczba rejestracji, bo niezmiennie najpopularniejsze domeny to krajowe (np. .pl jest niekwestionowanym liderem rejestracji w Polsce, a samych holenderskich .nl mimo rozmiaru tego kraju jest ponad 4 miliony).
Zgodnie z informacjami z lutego 2023 r., największym polskim rejestratorem domen europejskich jest firma NetArt Registrar, należąca do nazwa.pl. W zestawieniu wszystkich podmiotów, które mają podpisaną umowę z EURiD, zajęła 21. miejsce.

## Sprawdzanie dostępności
Aby sprawdzić, czy dana nazwa jest dostępna, można skorzystać z oficjalnej strony Whois organizacji – https://web.archive.org/web/20061222065440/http://www.whois.eu/. Serwer whois.eu może przez port 43 być również skontaktowany przez aplikacje. Należy jednak mieć na uwadze, że maksymalna liczba zapytań to 100 w ciągu godziny i może w przypadku zbyt wielu zapytań zablokować adres IP.